# 柴崎神社 (我孫子市)
柴崎神社（しばさきじんじゃ）は、千葉県我孫子市（下総国相馬郡）にある神社である。旧社格は村社。

## 由緒
日本武尊が、征途の安全と武運長久を祈願し幣を立てたことが当社の起こりであるといわれ、天慶元年（938年）に創建されたといわれている。
また平将門の祈願所であったとも伝えられている。
敷地326坪の境内には、本殿（流造）、幣殿（流造）、拝殿が建ち並び、天御中主神を祭神とし、かつては妙見社と呼ばれていたが、明治元年（1862年）北星社と改め 、明治13年（1880年）に柴崎神社と改号した。
その後明治39年（1906年）には神饌幣帛料供進社に指定された。
大正以降は湯下家が神職を務めている。平成後期に境内が整備され一新された。

## 交通
- JR常磐線天王台駅北口より徒歩5分